# Schizothorax
Schizothorax ist eine Gattung von Karpfenfischen aus Zentral- und Südasien. Ihr wissenschaftlicher Name ist gleichbedeutend mit „Spalt-Brust“ aus dem Griechischen schízeïn (σχίζειν) „spalten“ + thórax (θώραξ) „Brustplatte“ (siehe auch Thorax).

## Verbreitung
Fische der Gattung Schizothorax sind in Flüssen und Seen Zentralasiens, Mittelasiens und Kasachstans verbreitet. Kerngebiet ist das Hochgebirge des Himalaya. Sie finden sich in Kasachstan, Turkmenistan, Usbekistan, Afghanistan, Tadschikistan, Kirgisistan, Pakistan, Indien, Myanmar, Nepal, Bhutan, der Mongolei und der Volksrepublik China. In Nepal kommen Arten der Gattung Schizothorax in Höhen von 780 Metern bis 3.300 Metern über den Meeresspiegel vor.

## Merkmale

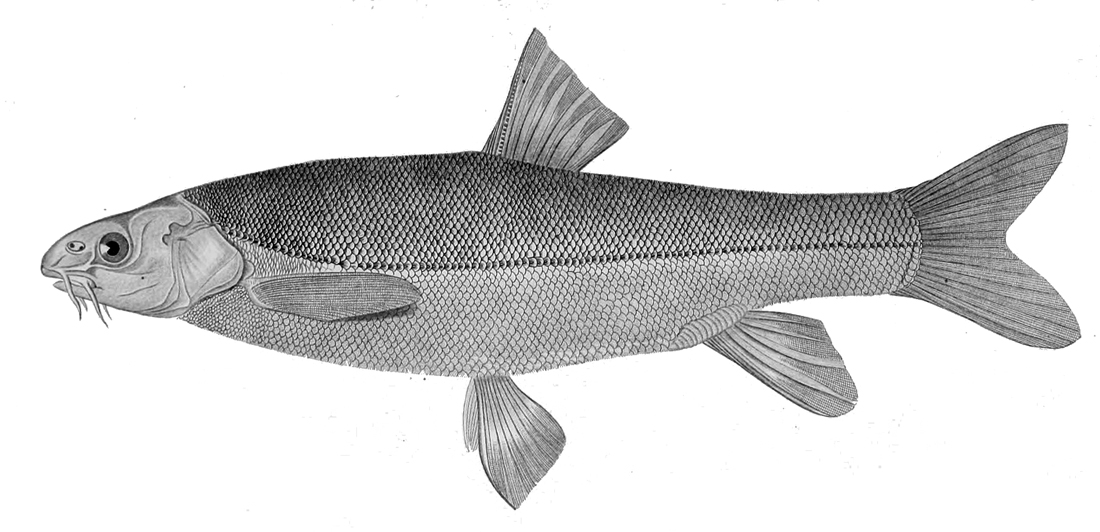
Schizothorax eurystomus

Die Fische zeichnen sich durch einen im Querschnitt runden Körper und kleine Schuppen aus. Von ihrer Gestalt ähneln sie eher Lachsen und Forellen als anderen Karpfenfischen. Im Bereich der Afterflosse finden sich eine Reihe größerer Schuppen. Die Schlundzähne stehen in drei Reihen. Die Fische haben zwei Bartelpaare. Sie können je nach Art zwischen 16 und 70 Zentimeter lang, große Arten bis zu 12 Kilogramm schwer werden. Die Bauchunterseite ist meist schwärzlich gefärbt.

## Lebensweise
Die Laichzeit der Tiere findet im Frühling statt, dabei legen sie ihre klebrigen Eier am Grund der Flüsse ab. Schizothorax pseudaksaiensis und Schizothorax esocinus sind Raubfische, während sich die meisten Arten wie z. B. die Gemeine Marinka (S. intermedius) von Kleintieren wie Wirbellosen ernährt. Andere Arten wie die Balkhasch Marinka (S. argentatus) lebt herbivor.

## Nutzen
Die Marinkas vor allem im Balchaschsee und im Issyk-Kul werden als Speisefische gefangen.

## Genetik
Im Hochland von Tibet wurde mithilfe von molekularen Markern nachgewiesen, dass es im Miozän nach tektonischen Ereignissen zu einer Aufspaltung in der Verbreitung der Schizothorax-Arten kam.

## Arten
Insgesamt werden 62 Arten in die Gattung Schizothorax gestellt
- Schizothorax argentatus Kessler, 1874
- Schizothorax beipanensis Yang, Chen & Yang, 2009
- Schizothorax biddulphi Günther, 1876
- Schizothorax chongi (Fang, 1936)
- Schizothorax cryptolepis Fu & Ye, 1984
- Schizothorax curvilabiatus (Wu & Tsao, 1992)
- Schizothorax davidi (Sauvage, 1880)
- Schizothorax dolichonema Herzenstein, 1889
- Schizothorax dulongensis Huang, 1985
- Schizothorax edeniana McClelland, 1842
- Schizothorax elongatus Huang, 1985
- Schizothorax eurystomus Kessler, 1872
- Schizothorax gongshanensis Tsao, 1964
- Schizothorax grahami (Regan, 1904)
- Schizothorax griseus Pellegrin, 1931
- Schizothorax heterochilus Ye & Fu, 1986
- Schizothorax heterophysallidos Yang, Chen & Yang, 2009
- Schizothorax huegelii Heckel, 1838
- Schizothorax integrilabiatus (Wu et al., 1992)
- Schizothorax intermedius McClelland, 1842Schizothorax intermedius

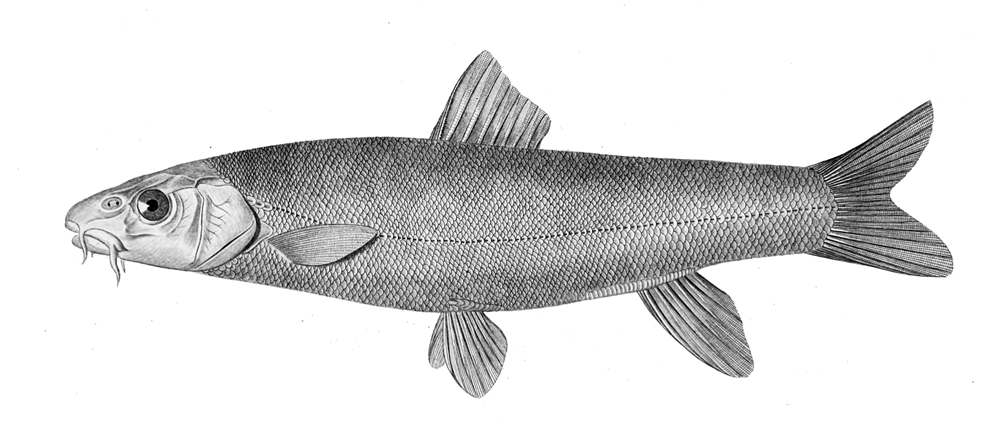
Schizothorax intermedius

- Schizothorax kozlovi Nikolskii, 1903
- Schizothorax kumaonensis Menon, 1971
- Schizothorax labiatus (McClelland, 1842)
- Schizothorax labrosus Wang, Zhuang & Gao, 1981
- Schizothorax lantsangensis Tsao, 1964
- Schizothorax lepidothorax Yang, 1991
- Schizothorax lissolabiatus Tsao, 1964
- Schizothorax longibarbus (Fang, 1936)
- Schizothorax macrophthalmus Terashima, 1984
- Schizothorax macropogon Regan, 1905
- Schizothorax malacanthus Huang, 1985
- Schizothorax meridionalis Tsao, 1964
- Schizothorax microcephalus Day, 1877
- Schizothorax microstomus Hwang, 1982
- Schizothorax molesworthi (Chaudhuri, 1913)
- Schizothorax myzostomus Tsao, 1964
- Schizothorax nasus Heckel, 1838
- Schizothorax nepalensis Terashima, 1984
- Schizothorax ninglangensis Wang, Zhang & Zhuang, 1981
- Schizothorax nudiventris Yang, Chen & Yang, 2009
- Schizothorax nukiangensis Tsao, 1964
- Schizothorax oconnori Lloyd, 1908
- Schizothorax oligolepis Huang, 1985
- Schizothorax parvus Tsao, 1964
- Schizothorax pelzami Kessler, 1870
- Schizothorax plagiostomus Heckel, 1838
- Schizothorax prenanti (Tchang, 1930)
- Schizothorax progastus (McClelland, 1839)
- Schizothorax pseudoaksaiensis Eschmeyer, Editor, 1998
- Schizothorax raraensis Terashima, 1984
- Schizothorax richardsonii (Gray, 1832)
- Schizothorax rotundimaxillaris Wu & Wu, 1992
- Schizothorax sinensis Herzenstein, 1889
- Schizothorax skarduensis Mirza & Awan, 1978
- Schizothorax waltoni Regan, 1905
- Schizothorax wangchiachii (Fang, 1936)
- Schizothorax yunnanensis Norman, 1923
- Schizothorax zarudnyi (Nikolskii, 1897)